# Biosfeerreservaat Altajski
Biosfeerreservaat Altajski (Russisch: Алтайский государственный природный биосферный заповедник) is een zapovednik of strikt natuurreservaat gelegen in de Russische deelrepubliek Altaj. Het gebied werd op 16 april 1932 opgericht als zapovednik en heeft momenteel een oppervlakte van 8.829,63 km². Na de officiële oprichting van het gebied werd het gebied tot twee keer toe ontbonden. De definitieve heroprichting vond per decreet van de Raad van Ministers van de Russische SFSR plaats op 24 maart 1967. Sinds 1998 is het gebied onderdeel van de UNESCO-werelderfgoedinschrijving «Gouden bergen van Altaj» Ten slotte werd het gebied op 27 mei 2009 toegevoegd aan de lijst van biosfeerreservaten onder het Mens- en Biosfeerprogramma (MAB) van UNESCO.

## Kenmerken
Biosfeerreservaat Altajski bestaat uit rotshellingen, diep ingesneden rivierdalen en bergplateaus waarop biotopen als bergtaiga, alpenweiden en bergtoendra te vinden zijn. Ook zijn er in het gehele reservaat vele snelstromende rivieren en beken. Omdat het reservaat wordt gekenmerkt door een verscheidenheid aan reliëf en qua hoogte varieert tussen de 400 en 3.500 meter bevinden zich in de midden- en bovenloop van de rivieren vaak een aaneenschakeling aan stroomversnellingen en watervallen. Aan de bovenloop van de rivier Tsjoelysjman bevindt zich het meer Dzjoeloekoel, het grootste bergmeer van Biosfeerreservaat Altajski. Dzjoeloekoel heeft een lengte van ongeveer 10 kilometer en ligt op een hoogte van circa 2.200 meter. Een van de hoofddoelen van het reservaat is het behouden en beschermen van het Teletskojemeer, dat met een oppervlakte van 117,57 km² gedeeltelijk binnen de grenzen van de zapovednik ligt.

## Fauna
In Biosfeerreservaat Altajski komen twee haasachtigen voor, de sneeuwhaas (Lepus timidus) en de altaifluithaas (Ochotona alpina). De sneeuwhaas kan in grote delen van het reservaat worden gevonden en de Altaifluithaas leeft vooral in de bergtoendra. De altaimarmot (Marmota baibacina), langstaartgrondeekhoorn (Spermophilus undulatus eversmanni) en altai-argali (Ovis ammon ammon) komen alle drie voor in het zuiden van het reservaat. Bijzondere soorten in het gebied zijn de sabelmarter (Martes zibellina), Euraziatische lynx (Lynx lynx) en het zeer zeldzame sneeuwluipaard (Panthera uncia). Het sneeuwluipaard heeft binnen Rusland slechts een beperkt voorkomen en neemt zijn toevlucht in het hooggebergte en jaagt daar onder andere op Siberische steenbokken (Capra sibirica). In Biosfeerreservaat Altajski zijn vijf hertachtigen vastgesteld; de Siberische wapiti (Cervus canadensis sibiricus), eland (Alces alces), Siberisch ree (Capreolus pygargus), Siberisch muskushert (Muschus moschiferus moschiferus) en rendier (Rangifer tarandus valentinae). Van deze vijf soorten is de Siberische wapiti het meest algemeen.
In bergtoendra worden vogelsoorten gevonden als het alpensneeuwhoen (Lagopus muta), moerassneeuwhoen (Lagopus lagopus), stekelstaartsnip (Gallinago stenura), blauwborst (Luscinia svecica), roodkeellijster (Turdus ruficollis) en Pallas' rietgors (Emberiza pallasi). Dichte naaldwouden bezetten een groot deel van Biosfeerreservaat Altajski. Hier kunnen onder andere het auerhoen (Tetrao urogallus), hazelhoen (Tetrastes bonasia), boskoekoek (Cuculus optatus), zwartkeelheggenmus (Prunella atrogularis), roodkeelnachtegaal (Luscinia calliope), blauwstaart (Tarsiger cyanurus) en keep (Fringilla montifringilla) worden gevonden. Enkele watervogels die in Biosfeerreservaat Altajski wijdverspreid zijn, zijn e.g. de parelduiker (Gavia arctica), Pacifische grote zee-eend (Melanitta deglandi stejnegeri) en grote zaagbek (Mergus merganser). Ook het zeldzame altaiberghoen (Tetraogallus altaicus) komt in het reservaat voor. Altaiberghoenders staan op de Rode Lijst van bedreigde soorten van de Republiek Altaj en hebben binnen Rusland een beperkt voorkomen.